# Marcus Antonius
Marcus Antonius (în latină: „M•ANTONIVS•M•F•M•N”  - „Marcus Antonius”; n. 82 î.Hr., Roma, Republica Romană — d. 1 august 30 î.Hr., Alexandria, Egipt), sau Marc Antoniu, a fost un general și politician roman, locotenent al lui Cezar, membru, alături de Octavianus și Lepidus, al celui de-al II-lea triumvirat (43 î.Hr.). Victorios în Bătălia de la Filippi (42 î.Hr.) asupra forțelor lui Brutus și Cassius, ucigașii lui Cezar, devine figura dominantă a triumviratului. Primește guvernarea provinciilor din Orient, pleacă spre Asia și are o întrevedere cu regina Egiptului, Cleopatra, în octombrie 41 î.Hr., cu care s-a căsătorit. Comportamentul lui moral și politic a dus la ascuțirea conflictului cu Octavianus, al cărui rezultat a fost Bătălia de la Actium (31 î.Hr.) în care Antonius a fost înfrânt. Aflând de sinuciderea Cleopatrei care, așa cum spune legenda, se lăsase mușcată de o viperă, Marcus Antoniu s-a sinucis.

## Tinerețea

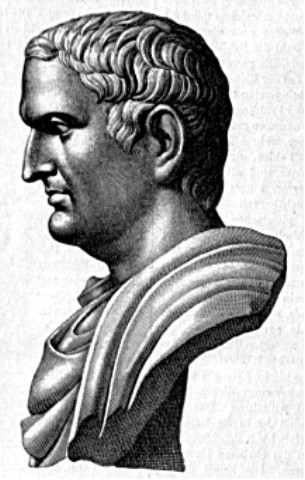
Desen al unui bust cu Marc Antoniu.

Antoniu s-a născut în iarna 87-86 î.Hr., probabil în timpul în care armata lui Sulla asedia Atena în timpul războiului mithridatic. Tatăl său, care avea același nume, Marcus Antonius Creticus, era fiul marelui orator Marcus Antonius, cel care a fost ucis și decapitat din ordinul lui Gaius Marius la sfârșitul anului 87 î.Hr. Iulia, mama lui, era o fiică a lui Lucius Caesar (consul 90, cenzor 89), o altă victimă ucisă în același timp cu Marcus Antonius Orator. Tatăl său (pretor 74) a murit în anul 71 î.Hr. în timpul ce era la comanda împotriva pirateriei mediteraneene. Iulia curând s-a recăsătorit cu Publius Cornelius Lentulus (Sura) (consul 71), un eminent politician patrician și co-lider al infamei conspirații a lui Catilina.
Potrivit unor cunoscători în domeniu, precum Plutarh, Marc Antonius a petrecut anii adolescenței rătăcind pe străzile din Roma, cu frații și cu prietenii săi, mai ales cu Gaius Curio (ultimul tribun 50 î.Hr.), cu care se spune că a avut o relație homosexuală de durată. Plutarh scrie că până să împlinească 20 de ani era deja îndatorat cu suma de 250 de talentum. (Aproximativ 5 milioane de dolari americani.)
După această perioadă de nepăsare, Antonius a fugit în Grecia pentru a scăpa de creditorii săi și pentru a studia retorica. După o scurtă perioadă petrecută în prezența filosofilor de la Atena, el a fost chemat de către Aulus Gabinius, proconsulul din Siria, pentru a lua parte la campaniile împotriva lui Aristobulus al II-lea din Iudeea, precum și în sprijinul regelui Ptolemeu al XII-lea Auletes în Egipt. În această campanie Antonius și-a demonstrat talentele sale în calitate de comandant de cavalerie și s-a remarcat prin vitejia și curajul său.
Într-adevăr, viața lui Antonius a fost un amestec, de cele mai multe ori în același timp, de onoare militară uluitoare împreună cu un dezmăț exagerat. Referitor la acest subiect Plutarh a remarcat faptul că în timp ce generozitatea lui l-a ajutat să obțină o putere înaltă în stat, el a fost în același timp tras înapoi de greșelile lui nenumărate.

## Susținător al lui Cezar

Scenă din Războaiele galice: "Vercingetorix aruncându-și armele la picioarele lui Cezar", 1899, autor: Lionel Noel Royer

În 54 î.Hr., Antoniu era  membru în conducerea armatelor lui Cezar din Galia romană și Germania.  Din nou el s-a dovedit a fi un lider militar competent în Războaiele galice, dar personalitatea lui provoca instabilitate oriunde mergea. Antoniu și Cezar s-au declarat a fi cei mai buni prieteni, devenind apropiați ca niște rude. Antoniu s-a declarat mereu la dispoziția lui Cezar pentru a-l ajuta în realizarea campaniilor sale militare.
Numit, prin influența lui Cezar, în funcțiile de chestor, augur și tribun al plebeilor (50 î.Hr.), el a sprijinit cauza patronului său cu multă energie. Două funcții proconsulare ale lui Cezar, acordate pe o perioadă de zece ani, expirau în 50 î.Hr., astfel încât el a vrut să se întoarcă la Roma pentru alegerile consulare. Dar datorită rezistenței fracțiunii conservatoare a senatului roman, condusă de Pompei, s-a cerut demisia lui Cezar din funcția de proconsul și de comandant militar înainte de procedura de realegere a unui nou proconsul.
Dar Cezar nu dorește așa ceva, chiar dacă ar fi un act temporar, pentru că ar deveni un simplu cetățean privat și, prin urmare, supus unei posibile urmăriri penale pentru acțiunile sale ca proconsul. De asemenea, el ar fi la mila lui Pompei și legiunilor acestuia. Pentru a preveni acest lucru Cezar mituiește un tribun al plebeilor, pe Curio, pentru a se folosi de dreptul de veto pentru a împiedica un asemenea decret senatorial, care l-ar priva pe Cezar de armatele sale și comanda provinciilor sale, apoi se asigură că Antoniu este ales tribun pentru următoarea perioadă. Antonius și-a exercitat dreptul lui de veto ca tribun, cu scopul de a preveni un decret senatorial care declara aplicarea legii marțiale împotriva dreptului de veto, apoi cu violență este expulzat din Senat împreună cu un alt susținător al lui Cezar, Cassius, care era tot tribun al plebeilor. La auzul acestor știri Cezar a traversat râul Rubicon și astfel au început Războaiele civile romane (Războiul civil roman al lui Cezar). Antoniu părăsește Roma și se alătură lui Cezar și armatelor sale de la Ariminium, unde se găseau soldații lui Caesar supărați și întărâtați de ilegalitățile comise de adversarii politici ai lui Cezar. Un tribun al plebeilor trebuia să fie intangibil potrivit legii romane. Antoniu a condus în Italia, în timp ce Cezar distrugea legiunile lui Pompei în Spania, și a dus întăriri din Grecia, înainte de a comanda aripa dreaptă a armatelor lui Cezar la Pharsalus.
Când Cezar a ajuns dictator pentru a doua oară, Marc Antoniu a fost făcut Maestrul cailor, adică mâna dreaptă a dictatorului  și în această calitate a rămas în peninsula Italia ca administrator în anul 47 î.Hr., în timp ce Iulius Cezar se lupta cu ultimii oameni ai lui Pompei, care se refugiase în provincia Africa. Dar aptitudinile lui Antoniu ca administrator erau slabe pentru un general de asemenea calibru, el a început iarăși cu excese dintre cele mai extravagante, descrise de către Cicero în Philippicae. În 46 î.Hr. se pare că au avut un conflict pentru că Cezar a insistat cu privire la plata pentru o proprietate a lui Pompei pe care Antoniu insinua că a cumpărat-o, dar, de fapt, pur și simplu și-a însușit-o. Ca și în alte ocazii, Antoniu a recurs la violență. Sute de cetățeni romani au fost pur și simplu uciși și Roma însăși a ajuns într-o stare de anarhie. Cezar a fost foarte nemulțumit de toată această afacere și l-a eliberat pe Antoniu din toate responsabilitățile politice. Cei doi bărbați nu s-au mai văzut timp de doi ani. Înstrăinarea nu a fost de lungă durată pentru că Antoniu s-a întâlnit cu dictatorul la Narbo (45 î.Hr.) și a respins sugestia lui Trebonius de a se alătura conspirației de a-l detrona. Reconcilierea a avut loc în 44 î.Hr. când Antoniu a fost ales ca partener pentru al cincilea consulat al lui Cezar.
Orice conflict ar fi existat între cei doi bărbați, Antoniu a rămas însă fidel lui Cezar în orice moment. La 15 februarie 44 î.Hr., în timpul festivalului Lupercalia, Antoniu a oferit public lui Cezar o diademă. Acest lucru era un eveniment plin de înțelesuri: o diademă este un simbol al unui rege, cum însă Cezar a refuzat asta a demonstrat că el nu intenționa să ocupe tronul imperiului.

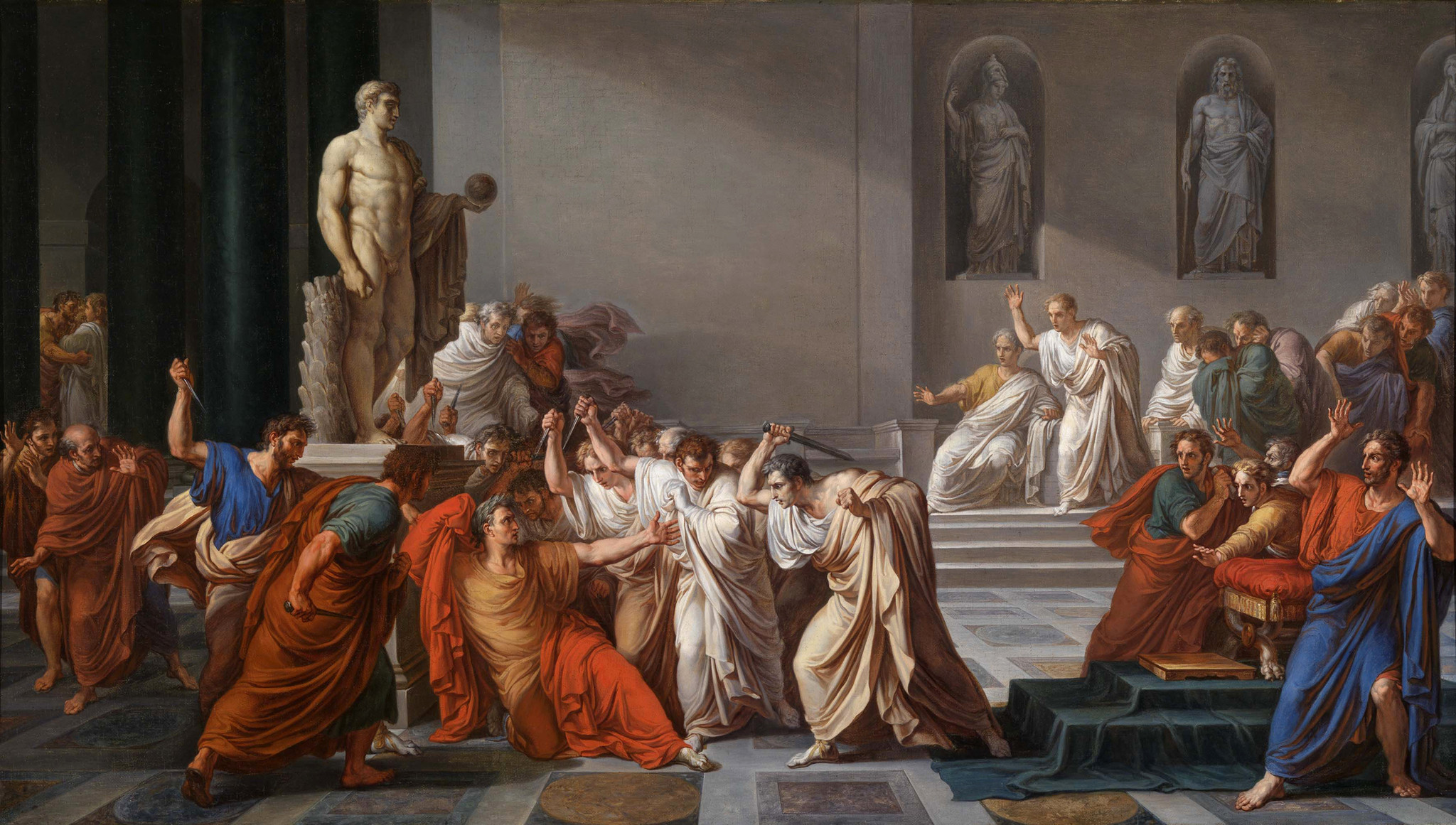
Morte di Giulio Cesare (Moartea lui Iulius Cezar) de Vincenzo Camuccini

Pe 14 martie 44 î.Hr. Antoniu este alarmat când un senator, pe nume Cicero, îi spune că zeii au decis să-i dea o lovitură decisivă lui Cezar. În ziua următoare (în calendarul roman erau Idele lui Marte), s-a dus pe jos pentru a-l avertiza pe dictator, dar complotiștii au ajuns primii lângă Cezar. Așadar dictatorul a fost asasinat pe 15 martie 44 î.Hr.. În tulburările care au urmat acestui eveniment Antoniu a evadat din Roma îmbrăcat ca un sclav, temându-se că asasinarea dictatorului ar fi începutul unei băi de sânge în rândul suporterilor săi. Cum această răzbunare nu a avut loc el s-a întors repede la Roma și a negociat un armistițiu cu facțiunea asasinilor. Pentru un timp, Antonius, în calitate de consul, părea să aducă pacea și să pună capăt tensiunilor politice. După un discurs al lui Cicero în Senat o amnistie generală a fost convenită pentru asasini.
Apoi a venit ziua înmormântării lui Cezar. Fiind al doilea la comandă cât timp trăia Cezar, co-consul și văr, Antoniu a fost alegerea naturală pentru a da elogiul. În discursul său compatrioți, prieteni, romani, ascultați-mă cu atenție, el a făcut acuzații de crimă și a dat asigurări că s-a încheiat definitiv înțelegerea cu conspiratorii. Afișând un talent pentru retorică și interpretare dramatică, Antoniu a smuls toga de pe corpul neînsuflețit al lui Cezar pentru a arăta oamenilor rănile mortale, nominalizând public autorii crimei și făcându-i de râs în fața mulțimilor. În timpul elogiului l-a citat pe Cezar, cum că, diferit de afirmațiile conspiratorilor, Cezar nu a avut niciodată intenția de a forma o dinastie regală. Opinia publică s-a schimbat și în acea noapte poporul roman a atacat casele asasinilor, forțându-i să fugă pentru viața lor.

## Inamic al statului. Al doilea Triumvirat

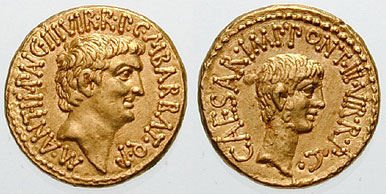
Monede romane cu Marc Antoniu (stânga) și Octavian (dreapta). Emise în 41 î.Hr., celebrau înființarea celui de-al doilea triumvirat de către Octavian, Antoniu și Marcus Aemilius Lepidus în 43 î.Hr.. Pe ambele părți este inscripția "III VIR R P C", adică "Unul din cei trei bărbați care reglementează republica".

Antoniu a ajuns Consul unic, el s-a înconjurat cu o gardă de corp formată din veteranii lui Cezar și a forțat Senatul să-i transfere provincia Galia Cisalpină, care era administrată de către Decimus Brutus, unul dintre conspiratori. Brutus a refuzat să predea provincia și Antoniu îl atacă în luna octombrie a anului 44 î.Hr., asediindu-l la Mutina. Încurajați de Cicero, senatorii dezaprobă acțiunile lui Antoniu astfel încât în ianuarie 43 î.Hr au acordat comanda imperiului și a armatelor lui Octavian, care a trimis trupe pentru a ridica asediul. Octavian era comandant militar împreună cu Hirtius și Pansa, consulii din 43 î.Hr. În aprilie 43 î.Hr., forțele lui Antonius au fost învinse în Bătălia de la Forum Gallorum și în Bătălia de la Mutina, forțându-l astfel pe Antoniu să se retragă în Galia Transalpină. Cu toate acestea, ambii consuli au fost uciși în lupte, lăsându-l pe Octavian comandant suprem.
Când au aflat că Marcus Junius Brutus și Gaius Cassius au alcătuit o armată cu scopul de a ocupa Roma, Antoniu, Octavian și Lepidus se aliază, în noiembrie 43 î.Hr., formând al doilea Triumvirat pentru a-i opri pe asasinii lui Cezar. Brutus și Cassius au fost învinși de Antonius și Octavian la Bătălia de la Filippi, în octombrie 42 î.Hr. După bătălie, un nou aranjament a fost făcută între membrii celui de-al doilea Triumvirat: în timp ce Octavian s-a întors la Roma, Antoniu a continuat să guverneze estul imperiului. Lepidus a continuat să guverneze Hispania și provincia Africa. Dușmanii triumviratului au fost declarați proscriși, Cicero este ucis pe 7 decembrie 43 î.Hr..

## Antoniu și Cleopatra

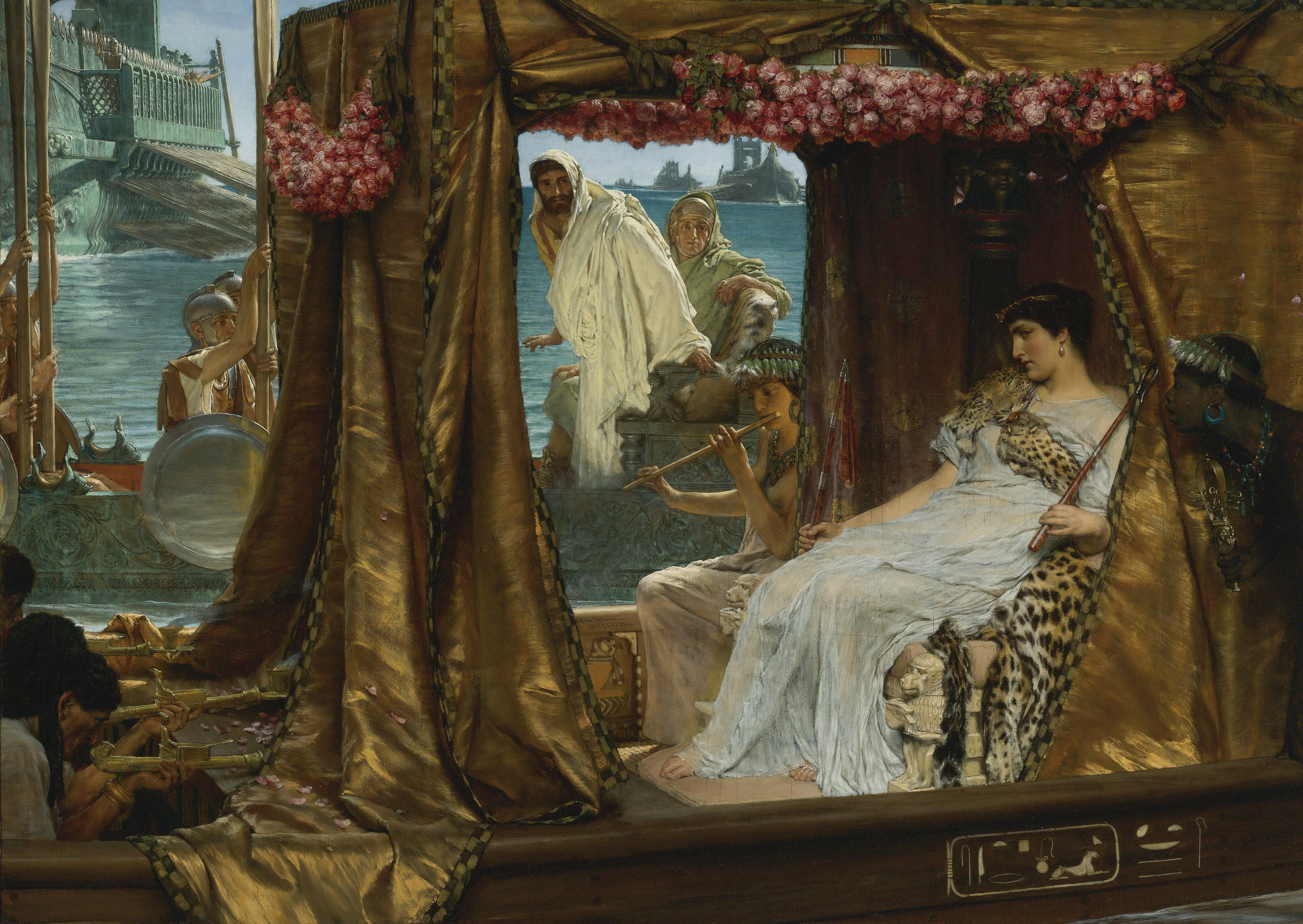
Antoniu și Cleopatra, de Lawrence Alma-Tadema, (1883)

Marc Antoniu a întâlnit-o pe Cleopatra la Tars, în octombrie 41 î.Hr. Cleopatra voia să și-l facă pe Marc Antoniu aliat, așa cum îi fusese înainte Cezar. De aceea a ajuns la Tarsus într-o magnifică barjă, costumată în Venus, zeița iubirii la romani. Acolo ei au format o alianță și au devenit amanți. Antoniu s-a întors la Alexandria cu ea, unde au petrecut iarna 41 î.Hr. - 40 î.Hr. În primăvara anului 40 î.Hr. a fost nevoit să se întoarcă la Roma, la aflarea știrii că soția sa Fulvia este în mijlocul războiului civil. Fulvia a murit în timp ce Antoniu era în drum spre Sicyon (unde era exilată Fulvia). Antoniu a făcut pace cu Octavian, în septembrie 40 î.Hr. și s-a căsătorit cu sora lui Octavian,Octavia Minor. Imperiul parților a sprijinit pe Brutus și Cassius în războiul civil, trimițând forțe ce s-au angajat în bătălia de la Filipi, în urma victoriei lui Antoniu și Octavian, parții au invadat teritoriul roman, ocupând Siria, avansează în Asia Mică și instalează pe Antigonus ca rege marionetă în Iudeea, pentru a-l înlocui pe pro-romanul Hyrcanus.
Antoniu a trimis pe generalul lui, Publius Ventidius Bassus, pentru a se opune acestei invazii. Ventidius câștigă o serie de victorii împotriva parților, ucide pe prințul moștenitor Pacorus și expulzează parții din teritoriile romane ocupate de aceștia. Antoniu planifică să riposteze prin invadarea imperiului parților și ajunge la o înțelegere cu Octavian de a-i furniza trupe suplimentare pentru campania sa. Preocupat de această propunere militară, Antoniu a navigat în Grecia cu Octavia, unde s-a comportat iarăși într-un mod foarte extravagant, asumându-și atributele zeității grecești Dionysos (în 39 î.Hr.). Dar revolta siciliană a lui Sextus Pompeius, ultimul dintre Pompei, a ținut armata promisă lui Antoniu în Italia. Cu planurile perturbate Antoniu și Octavian s-au certat din nou. De această dată, cu ajutorul soției Octavia, un nou tratat a fost semnat la Tarentum în 38 î.Hr. Triumviratul a fost reînnoit pentru o perioadă de încă cinci ani (care se termină în 33 î.Hr.). Octavian îi promite din nou că-i trimite legiuni în est.
Dar, de acum, Antoniu era sceptic în privința sprijinului lui Octavian împotriva parților. Lăsând la Roma pe Octavia însărcinată cu al doilea copil, el a navigat la Alexandria, unde a așteptat o finanțare de la Cleopatra, mama gemenilor săi. Regina Egiptului îi împrumută suma de bani care îi trebuia pentru armată. După capturarea Ierusalimului și a zonelor învecinate, în 37 î.Hr., a instalat pe Irod ca rege marionetă în Iudeea, înlocuind pe apropiatul parților Antigonus. Antoniu a invadat apoi teritoriul part cu o armată de aproximativ 100.000 romani și trupe aliate, dar campania s-a dovedit un dezastru. După ce este învins în această campanie este părăsit de aliații săi armeni. Eșecul său de a captura cetățile parților îl convinge  pe Antoniu să se retragă. Armata sa a fost foarte epuizată de greutățile întâmpinate la retragerea prin regatul Armeniei datorită iernii foarte grele, pierzând mai mult de un sfert din puterea sa în cursul campaniei.
Între timp, la Roma, nu mai exista triumviratul. Lepidus a fost forțat să demisioneze, după o mutare politică prost judecată. Acum, în deplină putere, Octavian a fost ocupat în atragerea aristocrației tradiționale republicane de partea sa. El s-a căsătorit cu Livia și a început să-l atace pe Antoniu cu scopul de a obține el toată puterea. A susținut că Antoniu este un om cu o morală redusă pentru că și-a părăsit soția sa credincioasă, abandonată la Roma, pentru copiii nelegitimi făcuți cu o regină obscură din Egipt. Antoniu a fost acuzat de orice, dar mai presus de toate, că a "devenit nativ", o crimă de neiertat pentru mândria romană. De mai multe ori Antoniu a fost chemat la Roma, dar rămâne în Alexandria cu Cleopatra.

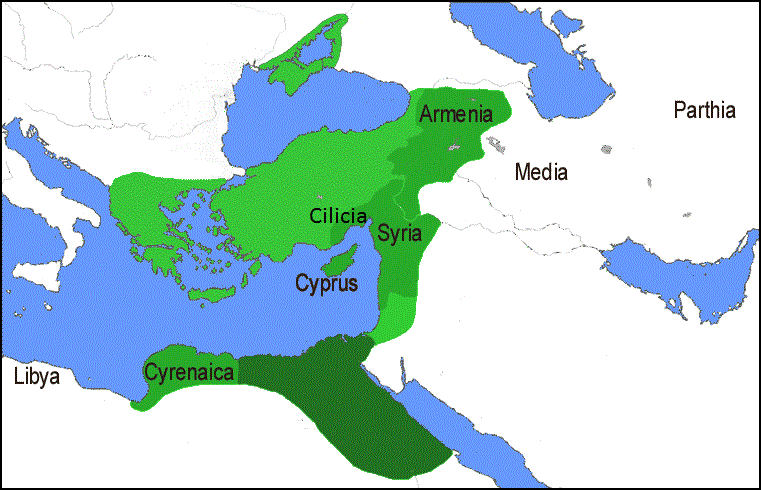
O hartă cu donațiile făcute de Antoniu Cleopatrei și copiilor săi, în 34 î.Hr.

Din nou, cu bani egipteni, Antoniu a invadat Armenia, de această dată cu succes. În schimb o parodie a Triumfului Roman (cea mai importantă sărbătoare militară a Romei) a fost organizată pe străzile din Alexandria. În final, întregul oraș a fost convocat pentru a asculta o declarație politică foarte importantă. Înconjurat de Cleopatra și copiii ei, Antoniu a anunțat că a pus capăt alianței sale cu Octavian. El a împărțit regate pentru copiii săi: Alexandru Helios a fost numit de regele Armeniei, Media și Parția (care nu a fost niciodată cucerita de Roma), sora sa geamănă Selene primește Cyrenaica și Libia, iar tânărul Ptolemeu Philadelphus a primit Siria și Cilicia. În ceea ce o privește pe Cleopatra, ea a fost proclamată Regina Regilor și regină a Egiptului, denumire asemănătoarea cu cea atribuită lui Caesarion (Ptolemeu al XV-lea Caesar, fiul lui Iulius Cezar): Regele Regilor și rege al Egiptului. Cel mai important dintre toate, diferența era că Caesarion a fost declarat fiul legitim și moștenitorul lui Caesar. Aceste proclamații au fost cunoscut sub numele de Donațiile din Alexandria și au provocat o încălcare fatală în relațiile cu Roma ale lui Antoniu.
Distribuirea nesemnificativă a provinciilor în rândul copiilor Cleopatrei nu a fost o mișcare pacifistă, dar nici nu a devenit o problemă serioasă.  Ceea ce amenința serios poziția politică a lui Octavian era recunoașterea lui Caesarion ca fiu legitim și moștenitor la numele de Cezar. Pentru Octavian baza puterii sale era legătura sa cu Cezar prin intermediul adoptării de la Roma, care i-a adus o extrem de necesară popularitate și loialitate în rândul legiunilor. Această situație convenabilă era pusă în pericol de către un copil sprijinit de către cea mai bogată femeie din lume. Așa ceva Octavian nu putea accepta. Triumviratul a expirat în ultima zi a anului 33 î.Hr. și nu a mai fost reînnoit. Un alt război civil a început.

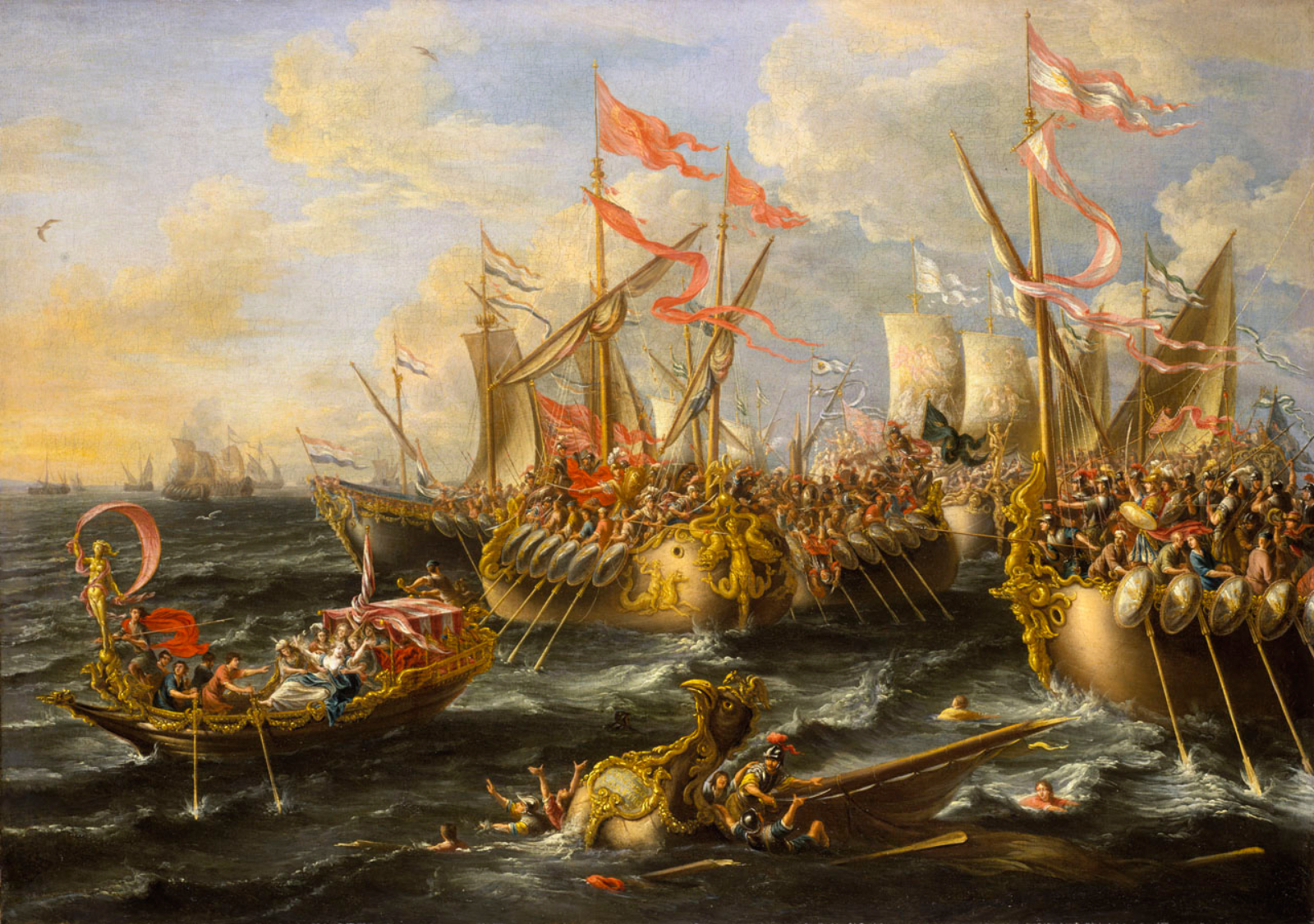
Bătălia de la Actium, de Lorenzo Castro, 1672, Muzeul național maritim, Londra

Între 33 și 32 î.Hr. un război de propagandă a fost purtat în arena politică de la Roma, cu acuzații dinspre ambele părți. Antoniu (în Egipt) divorțează de Octavia. Octavian este acuzat de Antoniu cum că ar fi un parvenit social, de uzurparea puterii, precum și de măsluirea documentelor de adopție de către Cezar. Octavian i-a reproșat că deține ilegal provincii care ar trebui să fie date oamenilor, că a încălcat tradiția Romei și că a început războaie împotriva unor națiuni străine (Armenia și Parția) fără acordul Senatului. Antoniu a fost considerat responsabil și pentru execuția lui Sextus Pompeius fără niciun proces. În 32 î.Hr., Senatul îl lipsește de puterile sale pe Antoniu și a declarat război împotriva Cleopatrei - nu lui, deoarece Octavian știa că un alt război civil ar duce la pierderea sprijinului său popular. Ambii consuli (Gnaeus Domitius Ahenobarbus (consul 32 î.Hr.) și Gaius Sosius), dar și o treime din Senat, au abandonat Roma pentru a-i întâlni pe Antoniu și Cleopatra în Grecia.
În 31 î.Hr., războiul a început. Loialul și talentatul general al lui Octavian, Marcus Vipsanius Agrippa a capturat orașul grec și portul maritim de la Methone, loial lui Antoniu. Enorma popularitate a lui Octavian a făcut ca legiunile ce asigurau paza provinciilor Cyrenaica și Grecia să dezerteze și să treacă de partea sa. La 2 septembrie a avut loc bătălia navală de la Actium. Flota lui Antoniu și Cleopatra a fost distrusă, iar ei au fost obligați să fugă în Egipt cu 60 de nave.
Octavian, acum aproape de puterea absolută, nu intenționează să îi lase în pace. În august 30 î.Hr., asistat de către Agrippa, el a invadat Egipt. Cu niciun alt refugiu în care să fugă Antoniu s-a sinucis cu propria sabie având credința greșită că Cleopatra a făcut deja acest lucru (30 î.Hr.). Când a aflat că Cleopatra era încă în viață, prietenii l-au dus la monumentul Cleopatrei în care ea era ascunsă și a murit în brațele ei. Cu toate acestea, unele surse afirmă că el nu s-a sinucis ci ar fi fost asasinat de un preot egiptean care era de partea lui Octavian.
Cleopatra a primit acceptul să efectueze ritualurile de înmormântare ale lui Antonius după ce ea a fost capturată de Octavian. Dându-și seama că ea era destinată triumfului lui Octavian la Roma, a făcut mai multe încercări de a-și curma viața și în cele din urmă a reușit să se sinucidă la mijlocul lunii august. Copiii lui Antoniu cu Cleopatra au fost cruțați, dar au defilat pe străzile din Roma la întoarcerea lui Octavian. Fiicele lui Antonius cu Octavia au fost cruțate , la fel cum a fost lăsat în viață și fiul lui, Iullus Antonius. Dar fiul său mai mare, Marcus Antonius Antyllus, a fost ucis de oamenii lui Octavian în timp ce pleda pentru viața lui în Caesarium.

## Urmările și moștenirea

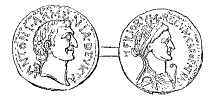
Monedă cu Marc Antoniu și Cleopatra

Când Marc Antoniu a murit, Octavian a devenit conducătorul necontestat al Romei. În anii următori, Octavian, care a devenit cunoscut după 27 î.Hr. sub numele de Augustus, a reușit să acumuleze în persoana sa toate prerogativele administrative, politice, militare. Când Augustus a murit în 14 d.Hr., puterile sale politice au trecut la fiul său adoptat Tiberiu; astfel încât epoca Principatului roman începe.
Ascendența lui Cezar și ulterior războiul civil dintre adepții lui sunt două dintre cele mai puternice evenimente care au pus capăt definitiv credibilității în oligarhia romană  ca putere de guvernare. Pe viitor se încearcă ca puterea să fie în mâna a două (sau mai multe) persoane care să aibă un control suprem asupra conducerii, decât să fie o singură persoană la putere mereu în conflict cu Senatul. Astfel Antoniu, fiind unul dintre cei doi bărbați care au obținut puterea supremă în urma asasinării lui Cezar, este unul din cei trei romani cei mai vinovați pentru prăbușirea Republicii romane.

## Căsătorie și descendenții
Antoniu a fost căsătorit cu Fadia, Antonia, Fulvia, Octavia și apoi cu Cleopatra, și a lăsat în urma lui un număr mare de copii. Printre fiicele sale este și Octavia, astfel că el este strămoșul mai multor împărați romani: Caligula, Claudius și Nero.
1. Căsătoria cu Fadia, fiica unui fost sclav. Potrivit lui Cicero, Fadia i-a  născut lui Antoniu câțiva copii. Nu se știe nimic despre Fadia sau despre copiii lor, Cicero este singura sursa romană care o menționează pe prima soție a lui Antoniu.
2. Căsătoria cu verișoara primară paternă Antonia Hybrida Minor. Potrivit lui Plutarch, Antoniu a aruncat-o afară din casa lui din Roma, pentru că s-a culcat cu prietenul său, tribunul Publius Cornelius Dolabella. Acest lucru a avut loc în 47 î.Hr. când Antoniu a divorțat de ea. Cu Antonia, el a avut o fiică:
  - Antonia, nepoată a lui Gaius Antonius Hybrida, căsătorită cu bogătașul grec Pythodoros din Tralles.
3. Căsătoria cu Fulvia, cu care a avut doi fii:
  - Marcus Antonius Antyllus, executat de Octavian în 30 î.Hr..
  - Iullus Antonius, căsătorit cu Claudia Marcella Major, fiica lui Octavia.
4. Căsătoria cu Octavia Minor, sora lui Octavian, mai târziu numit Augustus; au avut două fiice:
  - Antonia Major, căsătorită cu Lucius Domitius Ahenobarbus; bunica maternă a împărătesei Valeria Messalina și bunica paternă a  împăratului Nero.
  - Antonia Minor, căsătorită cu Drusus, fiul lui Livia; mama lui Emperor Claudius, bunica lui Emperor Caligula și a împărătesei Agrippina cea tânără și străbunica pe linie maternă a împăratului Nero.
5. Copii cu regina Cleopatra a Egiptului, fosta iubită a lui Iulius Cezar:
  - Doi gemeni Alexandru Helios și Cleopatra Selene II. Selene s-a căsătorit cu regele Juba II din Numidia și mai târziu Mauretania; regina din Siria, Zenobia din Palmyra, este copilul lui Juba II și Selene.
  - Ptolemy Philadelphus.

## Cronologia vieții lui Marc Antoniu
- 83 î.Hr. - Marc Antoniu se naște la Roma
- 54 î.Hr.-50 î.Hr. - Se află sub comanda lui Iulius Cezar în războaiele galice
- 50 î.Hr. - Ajunge tribun al poporului
- 48 î.Hr. - Servește ca magister equitum (Maestrul cailor, adică mâna dreaptă a dictatorului)
- 47 î.Hr. - Administrație dezastruoasă a provinciei Italia: urmează exilul politic
- 44 î.Hr. - Primul consulat alături de Cezar; asasinarea lui Cezar
- 43 î.Hr. - Bătălia de la Mutina (azi Modena)- formează al doilea triumvirat cu Cezar Augustus Octavian și Marcus Aemilius Lepidus
- 42 î.Hr. - Înfrângerea asasinilor lui Cezar în bătălia de la Filippi; Drumurile lui Marc Antoniu în Orient
- 41 î.Hr. - Prima întâlnire cu Cleopatra (a VII-a)
- 40 î.Hr. - Întoarcerea la Roma; căsătoria cu Octavia; tratatul de la Brundisium
- 38 î.Hr. - Tratatul de la Tarentum: reînnoire a triumviratului timp de încă cinci ani
- 36 î.Hr. - Campanie dezastruoasă contra parților
- 35 î.Hr. - Cucerește Armenia
- 34 î.Hr. - Donațiile din Alexandria
- 33 î.Hr. - Sfârșitul celui de-al doilea triumvirat
- 32 î.Hr. - Schimb de acuzații între Octavian și Marc Antoniu
- 31 î.Hr. - Este înfrânt de Octavian în Bătălia de la Actium
- 30 î.Hr. - Marc Antoniu și Cleopatra se sinucid

## Portrete fictive
Lucrări de ficțiune în care personajul Marc Antoniu joacă un rol central:
- Iulius Caesar și Antoniu și Cleopatra de William Shakespeare, dar și filmele realizate după aceste opere
- Totul pentru dragoste ("All for Love") scris de John Dryden în 1677
- Serialul TV Xena, Prințesa războinică
- Serialul TV Roma
- Filmul din 1934 Cleopatra
- Filmul din 1963 Cleopatra
- Seria Stăpânii Romei de Colleen McCullough, în care Antoniu este portretizat ca un guraliv neîntrecut, bădăran pervertit.  Un războinic excelent, dar cu o mulțime de calități negative - cum ar fi poftele carnale imense și vanitatea (el iubește un car de echitație tras de lei).
- Romanul Memoriile Cleopatrei, autor Margaret George
- Video-jocul Capcom Umbra Romei, în care acesta apare ca fiind oponentul principal
- Filmul din 1999 Cleopatra
- Mini-serialul TV din 2005 Empire
- Romanele Emperor de Conn Iggulden
- Giles Coren portretizează pe Marc Antoniu în al șaselea episod din seria a doua a The Supersizers Eat (în emisie la BBC One la ora 21:00, 27 iulie 2009)